# Oulu (város, Wisconsin)
Oulu város az USA Wisconsin államában, Bayfield megyében. Lakosainak száma 560 fő (2020. április 1.).

## Népesség
A település népességének változása:

| 2010 | 527 |
| 2020 | 560 |